# Rootok
Rootok, registrata nel 1846 da padre Veniaminov (Sant'Innocenzo d'Alaska) come Aikhak, nome aleuta che significa "viaggio", chiamata anche Aektok, Aiaktak, Ouektock, Aiaiepta o, dai russi, Golyj che significa "spoglio", è la più piccola delle isole Krenitzin, un sottogruppo delle isole Fox nell'arcipelago delle Aleutine e appartiene all'Alaska (USA). L'isola si trova a sud di Akun e ad ovest di Avatanak ed è disabitata.
Al largo del lato nord-ovest dell'isola sono state osservate deviazioni fino a 3 gradi rispetto al normale nella lettura della bussola.